# Exilisia rufescens
Exilisia rufescens är en fjärilsart som beskrevs av De Toulgoët 1958. Exilisia rufescens ingår i släktet Exilisia och familjen björnspinnare. Inga underarter finns listade i Catalogue of Life.